# Dorceus quadrispilotus
Espèce
Dorceus quadrispilotus est une espèce d'araignées aranéomorphes de la famille des Eresidae.

## Distribution
Cette espèce est endémique d'Égypte.

## Description
Le mâle, décrit par El-Hennawy en 2002, mesure 6,11 mm.

## Publication originale
- Simon, 1908 : Étude sur les espèces de la famille des Eresidae qui habitent l'Égypte. Bulletin de la Société Entomologique d'Égypte, vol. 1, p. 77-84.